# Aeroportul Tsumeb
Aeroportul Tsumeb (IATA: TSB, ICAO: FYTM) este un aeroport din Tsumeb, Oshikoto Region⁠(d), Namibia.
Situat la o altitudine de 1.327 m, aeroportul dispune de o singură pistă.